# Erblichia odorata
Erblichia odorata là một loài thực vật có hoa trong họ Lạc tiên. Loài này được Seem. mô tả khoa học đầu tiên năm 1854.